# 博德斯霍尔姆
博德斯霍尔姆（德語：Bordesholm，發音：[ˈbɔʁdəsˌhɔlm]）是德国石勒苏益格-荷尔斯泰因州伦茨堡-埃肯弗德县的市镇，曾是博德斯霍尔姆县的县治，面积10.17平方千米，2023年12月31日人口为7,867人。